# Australská ragbyová reprezentace

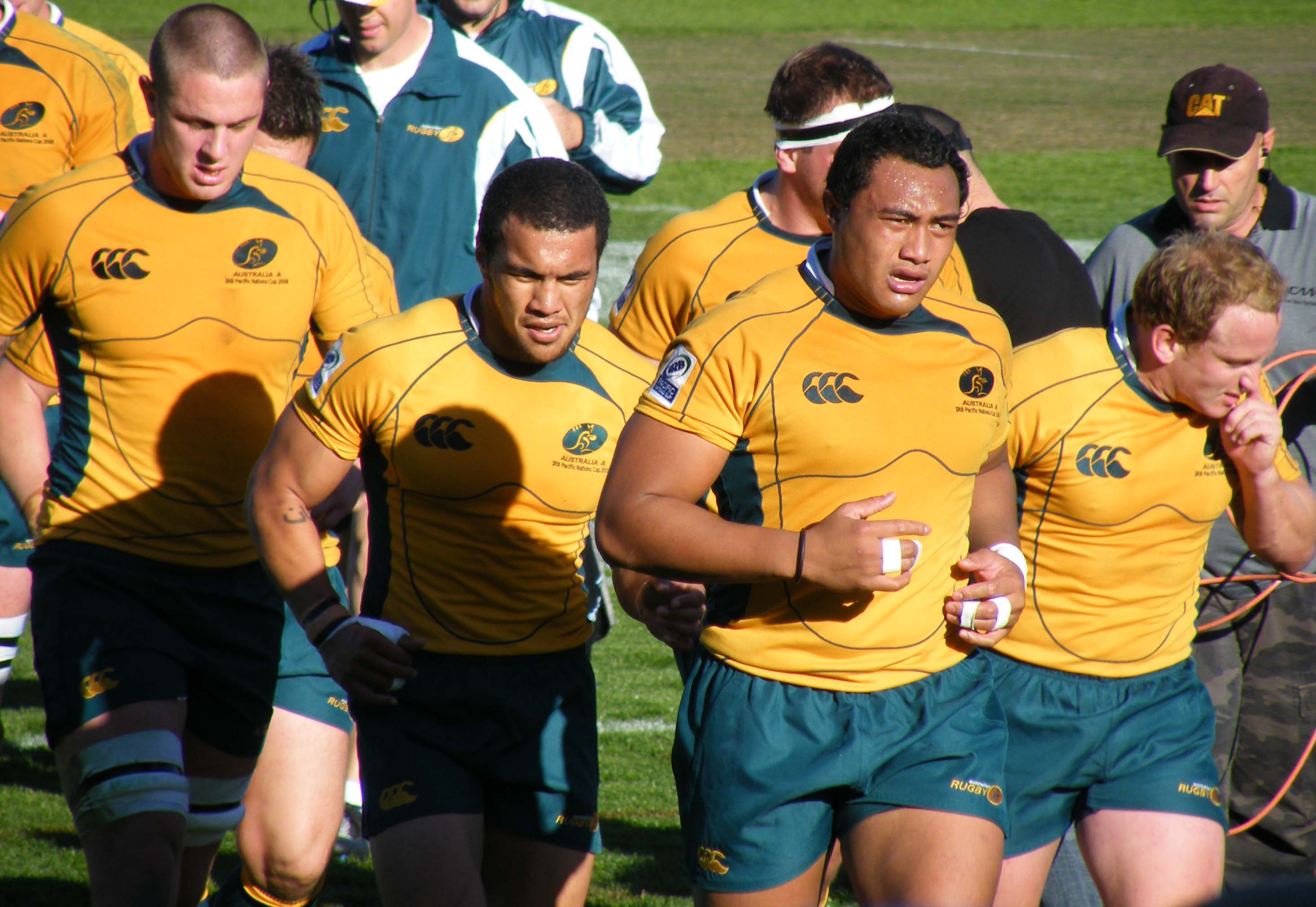
Australská reprezentace v roce 2008

Australská ragbyová reprezentace reprezentuje Austrálii na turnajích v ragby union. Národní tým přezdívaný Wallabies se každoročně účastní soutěže Rugby Championship, který v průběhu historie vyhrál čtyřikrát, naposledy v roce 2015. Austrálie je též pravidelným účastníkem mistrovství světa v ragby, které se koná každé čtyři roky a které vyhrál dvakrát v letech 1991 a 1999. K 11. listopadu 2019 se australská reprezentace nacházela na 6. místě žebříčku Mezinárodní ragbyové federace.
První mezinárodní utkání sehrála australská reprezentace v roce 1899, kdy tým Nového Jižního Walesu pod hlavičkou celé Austrálie zvítězil 13:3 nad společným britským týmem s označením British Isles. V roce 1908 se australské družstvo stalo vítězem olympijského turnaje. Hostitelem světového šampionátu byla Austrálie v letech 1987 (společně s Novým Zélandem) a 2003.
Řídícím orgánem je Australská ragbová unie (Australian Rugby Union; ARU), která byla založena roku 1949. Sedm bývalých australských ragbistů bylo uvedeno do International Rugby Hall of Fame.

## Mistrovství světa
| Rok  | Dějiště finálového zápasu | Umístění                      |
| ---- | ------------------------- | ----------------------------- |
| 1987 | Nový Zéland               | 4. místo                      |
| 1991 | Anglie                    | Zlatá medaile                 |
| 1995 | Jižní Afrika              | čtvrtfinále (prohra s Anglii) |
| 1999 | Wales                     | Zlatá medaile                 |
| 2003 | Austrálie                 | Stříbrná medaile              |
| 2007 | Francie                   | čtvrtfinále (prohra s Anglii) |
| 2011 | Nový Zéland               | Bronzová medaile              |
| 2015 | Anglie                    | Stříbrná medaile              |
| 2019 | Japonsko                  | čtvrtfinále (prohra s Anglii) |
| 2023 | Francie                   | základní skupina              |